# 24 Xmas time
24 Xmas time – trzydziesty singel japońskiej piosenkarki Mai Kuraki, wydany 26 listopada 2008 roku. Utwór tytułowy został wykorzystany jako listopadowa piosenka przewodnia programu randkowego Koisuru Hanikami! (jap. 恋するハニカミ!) stacji TBS oraz w reklamach serwisu muzycznego music.jp. Singel osiągnął 7 pozycję w rankingu Oricon i pozostał na liście przez 4 tygodnie, sprzedał się w nakładzie 26 586 egzemplarzy.

## Lista utworów
| CD  |                                                |                             |                             |                              |      |
| Nr  | Tytuł                                          | Słowa                       | Kompozycja                  | Aranżacja                    | Czas |
| 1.  | "24 Xmas time"                                 | Mai Kuraki                  | All The Rage                | All The Rage, JJ, Carlos H   | 4:17 |
| 2.  | "All I want"                                   | Mai Kuraki                  | Yoo, Hae Joon               | Yoo, Hae Joon, Daisuke Ikeda | 5:01 |
| 3.  | "24 Xmas time" (Remix)                         | Mai Kuraki                  | All The Rage                | All The Rage, JJ, Carlos H   | 5:38 |
| 4.  | "24 Xmas time -instrumental-"                  |                             | All The Rage                | All The Rage, JJ, Carlos H   | 4:17 |
| 5.  | "All I want -instrumental-" (edycja regularna) |                             | Yoo, Hae Joon               | Yoo, Hae Joon, Daisuke Ikeda | 5:01 |
| DVD |                                                |                             |                             |                              |      |
| Nr  | Tytuł                                          | Tytuł                       | Tytuł                       | Tytuł                        | Czas |
| 1.  | "24 Xmas time" (music clip)                    | "24 Xmas time" (music clip) | "24 Xmas time" (music clip) | "24 Xmas time" (music clip)  |      |

## Notowania
| Lista                             | Pozycja |
| --------------------------------- | ------- |
| Oricon Daily Singles Chart        | 5       |
| Oricon Weekly Singles Chart       | 7       |
| Oricon Monthly Singles Chart      | 25      |
| Billboard Japan Hot 100           | 7       |
| Billboard Japan Hot 100 Airplay   | 17      |
| Billboard Japan Hot Singles Sales | 6       |